# Phaeosphaeria herpotrichoides
Phaeosphaeria herpotrichoides är en svampart som först beskrevs av De Not., och fick sitt nu gällande namn av L. Holm 1957. Phaeosphaeria herpotrichoides ingår i släktet Phaeosphaeria och familjen Phaeosphaeriaceae.  Arten är reproducerande i Sverige. Inga underarter finns listade i Catalogue of Life.